# Harald Schultz

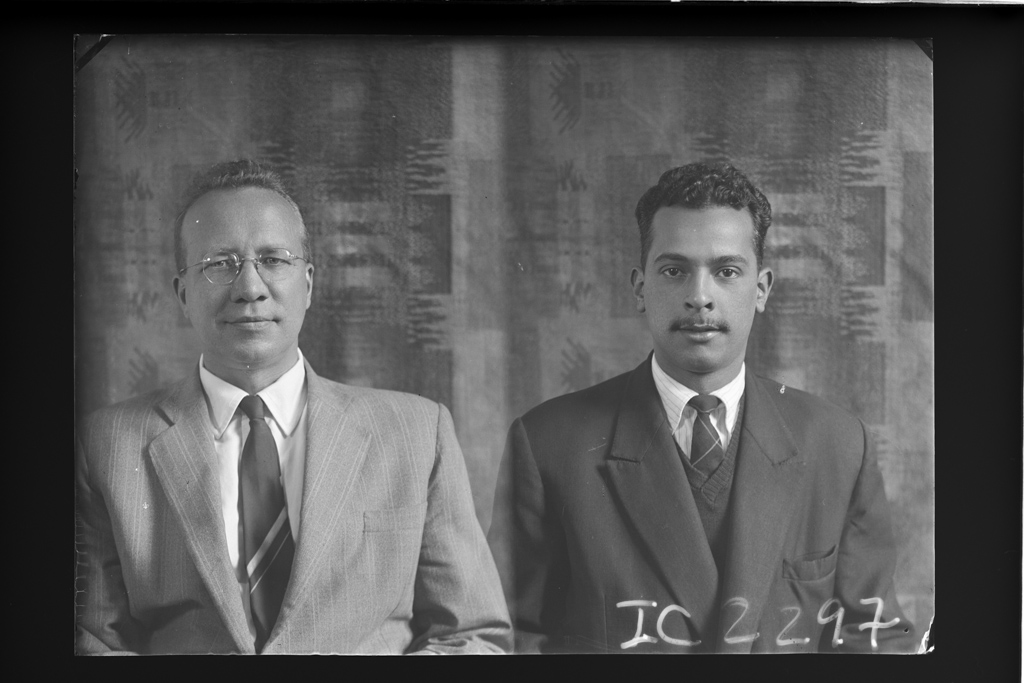
Retrato de Harald Schultz e Euclides R. Castro

Harald Schultz (Porto Alegre, 22 de fevereiro de 1909 — 8 de janeiro de 1966) foi um tradutor, ictiólogo, etnógrafo e fotógrafo brasileiro. Traduziu para o alemão Farrapos, obra de Walter Spalding, para o jornal Deutsches Volksblatt. Em São Paulo, trabalhou para o Museu Paulista, junto com Marechal Rondon e Curt Nimuendaju. Funcionário do Serviço de Proteção aos Índios , percorreu todo o Brasil, colecionou material indígena e recolheu e descreveu novas fontes de peixes. Também auxiliou Herbert Baldus em suas pesquisas. Escreveu sete obras literárias e trabalhou em dois filmes.

## Carreira
Gaúcho de ascendência alemã e dinamarquesa, foi incumbido pelo General Cândido Rondon de organizar um Departamento de Documentação Cinematográfica e Etnográfica para o Serviço de Proteção aos Índios (SPI). Como funcionário desse serviço governamental, visitou várias etnias no Estado de Mato Grosso e registrou, com auxílio de técnicas fotográficas e filmográficas, o cotidiano dos grupos investigados. Nesta época já despertou sua grande vocação de etnógrafo, sem ter a consciência da inestimável colaboração que seus registros representariam como testemunhos para o desenvolvimento da Antropologia Visual Brasileira, sobre a qual nem se cogitava em sua época.
Schultz atuou no Serviço Etnográfico do SPI desde sua criação, em 1941, junto de outros profissionais cinematográficos e fotográficos, como Heinz Forthamann, Charlotte Sophie e Nilo de Oliveira Velloso. Foi o responsável por chefiar a equipe da Seção Etnográfica, além de estruturar um plano de trabalho que foi divido em dois eixos, o primeiro de cunho científico, qual registrou lavouras, habilitações, os índios em planos individuais e também em família, a fauna e a flora da região. Já o segundo teve uma perspectiva jornalista. Seu objetivo foi apreender imagens de ferramentas, máquinas e benfeitorias para além do cotidiano dos grupos indígenas. Após formar a equipe e o plano de trabalho, em outubro de 1942 foi publicado o novo regimento do SPI, que criou a Seção de Estudos, que acabou por incorporar as ações do Serviço Etnográfico.
A Seção de Estudos (SE) se iniciou a partir da publicação do decreto-lei n° 10.652, em 16 de outubro de 1942. A SE teve como plano realizar estudos e investigações da origem, costumes, tradições e línguas dos povos indígenas, além de criar um museu em sua sede, como foi escrito em seu primeiro regulamento.
Assim, a SE se apresentou como um desdobramento do extinto Serviço Etnológico, realizado um ano antes e desde então extinto, mas com objetivos diferentes, já que fundiu não só as atividades desempenhadas por este serviço, como também sua equipe cinematográfica e fotográfica. Em 1944, a Seção de Estudos teve um novo objetivo atribuído, que foi restritamente ao registro populacional das populações indígenas visitadas. Com isso, ficou a cargo da área o planejamento e a realização de um censo demográfico indígena. A efetivação dessa demanda necessitou, acima de tudo, de um número maior de funcionários alocados nessa Seção.
Nesta época, Schultz trabalhou com Darcy Ribeiro no SPI, o qual endereçou uma correspondência denunciando a situação de descaso sofrida pelos povos indígenas diante da burocracia que atrapalhava ações relevantes do SPI.
No início dos anos 40, mudou-se para São Paulo a convite do etnólogo Herbert Baldus, e passou a assistir aos cursos de Etnologia Brasileira realizados por ele, na época professor na Fundação Escola Livre de Sociologia e Política (FESPSP). Trata-se do primeiro confronto com sua posição de autodidata, dando início à sua formação teórica. Não demorou muito e Schultz se destacou como pesquisador talentoso e incansável investigador das culturas indígenas, tornando-se assistente de Baldus em suas pesquisas de campo, desenvolvidas nas regiões Norte e Central do Brasil. Entre 1942 e 1945, Schultz esteve a serviço do SPI e estabeleceu contato com os grupos: Terena, Kadiuéu e Guarani, no Sul de Mato Grosso (1942), Bakairi - Paranatinga, Umutina - alto Paraguai (1943). Em 1944 retomou suas pesquisas de campo junto ao grupo Umutina, produzindo nesse contato, seu primeiro filme etnográfico: Danças e Culto dos Mortos. No ano seguinte, em 1946, passou a trabalhar com Herbert Baldus como assistente de pesquisa junto à FESPSP, onde iniciou seu contato com o grupo Kaingang, no Estado do Paraná. Em 1947, com a fundação da Seção de Etnologia do Museu Paulista, criada e dirigida por Herbert Baldus, Schultz foi nomeado Assistente de Etnologia do Museu, função que desempenhou até sua morte em 1966. Ainda em 1947, junto com Baldus e com o apoio da FESPSP, retoma a trabalhar com os Kaingang e, depois, com os Terena, em São Paulo. Também em 1947, Schultz viaja para o Mato Grosso para dar início às investigações junto ao grupo Karajá, passando pelo norte de Goiás, onde contatou o grupo Krahô. Em 1948, retoma os contatos com o grupo Karajá e conhece os Tapirapé.
Sua trajetória como etnólogo foi marcada pela participação em várias expedições ao lado de Herbert Baldus, sendo em sua maioria a convite do SPI. Nesta época, desenvolveu a coleta de vários itens e materiais dos grupos visitados para o Museu Paulista; registrou fotos de momentos representativos da vida cotidiana dos grupos e filmou cenas que detalham e ressaltam a diversidade cultural existente entre os vários grupos étnicos, muitos deles que hoje estão descaracterizados, integrados ou, até mesmo, extintos. Foram anos de investigações muito intensas, representadas pela coleta de vários materiais e fotos simbólicos acerca das peculiaridades de cada grupo, que ele descrevia de forma minuciosa e sistemática em seus diários de campo. Sem dúvida alguma, pode-se afirmar que os acervos constituídos por Schultz representam um grande suporte científico para estudos de várias gerações de antropólogos referentes a pesquisa dos povos indígenas brasileiros. Destaca-se, ainda, o fato de que muitos dos objetos coletados e alojados no Museu encontram-se presentes nas fotografias e nos filmes de Schultz, alguns deles demonstram as técnicas de confecção, entre outros elementos essenciais para o desenvolvimento de estudos de cultura material.
Em 1949, Schultz publicou seu primeiro artigo de caráter etnográfico, chamado “Notas sobre a magia Krahô”, com os dados coletados na visita efetuada em 1947. No mesmo ano ele também produziu os filmes: Queimada, Corrida de Revezamento - Ritual com Toras de Madeira, Cerimonia Matinal, Preparando um Grande Bolo de Mandioca para uma Festa, e publicou mais um artigo, que resgata um dos mitos de outro grupo investigado por ele: “A Criação dos homens: Lenda dos índios Umutina". Nesta fase de sua vida, as permanências de Schultz em campo vão se tomando cada vez mais prolongadas, fato que o restringiu a apenas três grupos visitados em 1950: os Apurinân, os Kulina e os Tukurina, no alto Purus, localizado no Acre, publicando neste ano alguns artigos monográficos sobre os aspectos da vida cotidiana e registrando algumas das lendas destes grupos.
No ano seguinte, Schultz se restringiu aos Kaxináua, novamente no alto Purus, sobre o qual produziu filme: Expedição de Pesca e Festa. Nos anos de 1952 e 1953, entrou em contato com grupos que nunca havia visitado e retoma a outros já conhecidos, como: Moré (no trecho Boliviano do Guaporé), Kanoé, Massaká, Makuráp (no trecho brasileiro), Karajá, Tapirapé, Digut e Urucu (no Ji-Paraná). Em 1954, suas pesquisas ficaram restritas às escavações arqueológicas na Bacia do Solimões e no baixo Amazonas. Publicou neste ano sua obra de maior destaque "Vinte e Três índios Resistem à Civilização", prefaciado por Herbert Baldus. O livro, publicado em São Paulo, conta com figuras, fotografias e um mapa etnográfico, onde se refere “Às viagens aos Umutina realizadas pelo autor em 1943,1944 e 1945 contém preciosas informações sobre o culto aos antepassados desses índios, seus processos de adquirirem o sustento, sua mitologia e outros traços culturais’’. Esse livro, além de ser uma obra de divulgação, relata o ataque sofrido pelo autor por um índio umutina criado entre os brancos, que lhe deixou uma grande cicatriz decorrente dos graves ferimentos.
De 1955 a 1958, deu continuidade às suas pesquisas etnográficas, acompanhando algumas escavações arqueológicas, colhendo material para compor e ampliar os acervos arqueológicos e etnológicos do Museu Paulista. Publicou vários artigos baseados em experiências registradas ao longo do tempo, além de mais um filme, sobre o grupo Javaé (Araguaia): Cerâmica: Fazendo uma Panela para Cozinhar.
O auge de sua carreira e produção ocorreu entre 1959 e 1965, período em que intensificou a realização de seus filmes etnográficos. Os registros preservados demonstram a sensibilidade com que Schultz enfocou detalhes do cotidiano dos grupos vivenciados por ele, sendo considerado amigo e defensor da causa indígena. Sensibilidade e entendimento de alguém que conhecia muito bem os hábitos de cada grupo, ao demonstrar os traços culturais distintos das várias etnias, detalhando comparativamente as distinções das técnicas de pesca, da manufatura de objetos cerâmicos, entre outros, de diversos grupos. É como se nesta época Schultz estivesse vivenciando seu momento de maturidade científica. Porém, tudo foi interrompido em janeiro de 1966, em um infeliz acidente, que o levou a uma morte prematura.